# Cristaline
Cristaline es una marca de agua de manantial creada en 1992 por Pierre Castel y Pierre Papillaud. Las aguas de la marca Cristaline provienen de 35 fuentes diferentes. 
La marca « Cristaline» es un grupo de interés económico, propiedad del groupo Alma, a través de la sociedad Compañía general de Las Aguas de Manantial (CGES)
En 2015, representaba el 16,3% de las cuotas de mercados del agua en botella (fuente: Iri, CAM en el fin de abril de 2015, según fabricantes). Su competencia es esencialmente las aguas minerales Evian, Volvic y Vittel, Cristaline es una figura de liderazgo. Esta agua se vende en botellas de 25cl hasta 8L. 

## Historia
En 1992, Pierre Papillaud, jefe de la aguas Roxane, et Pierre Castel, fundador del groupo Castel, crearon la marca Cristaline. 
La prefectura del Vaucluse autorizó perforaciones para la fuente de Saint-Cécile en el territorio delCairanne por tres decretos del 6 de abril de 1987, del 23 de mayo de 2002 y del 6 de abril de 2007. 
El sitio de explotación de aguas de Sainte-Cécile fue inicialmente propiedad del Grupo Castel, tercer participante en el mercado francés de agua embotellada, a través de la CGES (Compañía General de Aguas de Manantial). Esta era la dueña de la marca Cristaline, a través de su filial el Grupo Alma, que agrupa, aparte de Sainte-Cécile, una docena de aguas de manantial.
Desde 2008, el groupe Alma fue cedido al Grupo Roxane, dirigido por Pierre Papillaud, y a Otsuka, grupo farmacéutico japonés.
Las botellas se equipan progresivamente con un nuevo tapón «solidario». Bautizado «snap clic», se abre y se cierra con un clic, tapando la botella. Esto permite, insiste la marca, «evitar que se pierda en la naturaleza y sea ingerido por animales». Probado desde 2016 en algunos departamentos en el formato de 50 cL, el modelo está ahora presente en las botellas grandes de 1,5 L desde finales de 2017, dice la empresa en su sitio web.

## Propiedades y composición analítica.
Proviniendo de varias fuentes diferentes, según el sitio oficial de la marca, todas las fuentes comportan tenores inferiores a 8 mg/l en nitratos y 180 mg/l en calcio.
Propiedades : calcio (Ca 2+ ), magnesio (Mg 2+ ), sodio (Na + ), potasio (K + ), fluoruros (F – ), sílice (SiO 2 ), bicarbonatos (HCO 3 – ), sulfatos (SO 4 2– ), cloruros (Cl – ), nitratos (NO 3 – ), extracto seco a 180 °C, pH.
| Fuente natural (salvo precisión) | Fecha de la autorización prefectoral                       | Ca2+ | Mg2+ | Na+  | K+  | F–    | SiO  | HCO– | SO2– | Cl–  | NO– | Extracto seco a 180°C | pH  | « Conviene para la preparación de los alimentos de los niños de pecho» (Francia) |
| -------------------------------- | ---------------------------------------------------------- | ---- | ---- | ---- | --- | ----- | ---- | ---- | ---- | ---- | --- | --------------------- | --- | -------------------------------------------------------------------------------- |
| Aurèle                           | 4 de junio de 1992                                         | 106  | 4,2  | 3,5  | 1,5 | 0,9   | 8,3  | 272  | 50   | 3,8  | < 1 | 268                   | 7,2 | No                                                                               |
| Céline                           | 6 de julio 2009                                            | 68   | 7    | 11   | 4   | 0,1   | 40   | 234  | 5    | 19   | < 1 | 274                   | 7,5 | Sí                                                                               |
| Chantereine                      | 18 de abril de 1969                                        | 119  | 28   | 6    | 2   | 0,6   | 15   | 430  | 55   | 8    | < 1 | 467                   | 7,5 | No                                                                               |
| Cristal-Roc                      | 5 de junio de 1989                                         | 73   | 2    | 4,5  | 1,3 | < 0,1 | 14   | 200  | 20   | 10   | < 1 | 223                   | 7,7 | Sí                                                                               |
| Elena                            | 23 de abril de 2009                                        | 67,5 | 6,9  | 8,4  | 2,3 | 0,4   | 15   | 228  | 11   | 15   | < 1 | 241                   | 7,6 | Sí                                                                               |
| Eleonore                         | 12 de octubre de 1992                                      | 67   | 14,7 | 20,8 | 1,2 | 0,3   | 10   | 236  | 38   | 38,7 | < 1 | 347                   | 7,7 | Sí                                                                               |
| Emma                             | 6 de octubre de 2003                                       | 38   | 15   | 11   | 15  | 0,1   | 12,5 | 190  | 32   | 10,4 | < 2 | 239                   | 7,2 | Sí                                                                               |
| Isabelle                         | 20 de enero de 1966                                        | 1,5  | 2,2  | 12,5 | 0,5 | < 0,1 | 4,8  | 3,5  | 3    | 20   | 5   | 50                    | 5,4 | Sí                                                                               |
| La Doye                          | 17 de abril de 2002                                        | 64,5 | 3,5  | 12   | 0,5 | < 0,1 | 1,8  | 195  | 6    | 20   | 2,5 | 223                   | 7,5 | Sí                                                                               |
| Louise                           | 31 de diciembre de 2009                                    | 65   | 26   | 55   | 20  | 1     | 26   | 443  | 29   | 13   | < 1 | 455                   | 7,5 | No                                                                               |
| Lydivine                         | 26 de mayo de 2008                                         | 120  | 25   | 7    | 3   | 0,4   | 13   | 430  | 37   | 8    | < 1 | 480                   | 7,6 | No                                                                               |
| Noémie                           |                                                            | 113  | 28   | 7    | 2   | < 1   | 15   | 447  | 42   | 8    | < 2 | 421                   | 7,3 | No                                                                               |
| Perline (gazéifiée)              | 21 de mayo de 1996                                         | 6    | 3    | 31   | 1,1 | 0,4   | 1,9  | 72   | 7    | 8    | < 2 | 162                   | 4,9 | No                                                                               |
| Rey                              |                                                            | 54   | 6    | 1,4  | 2,1 | < 1   | 0    | 129  | 64   | 0,2  | < 1 | 196                   | 7,7 | Sí                                                                               |
| Roxane                           | 12 de marzo de 1986                                        | 98   | 2    | 3,1  | 0,6 | < 0,1 | 6,5  | 257  | 33   | 6,8  | 6,9 | 275                   | 7,6 | Sí                                                                               |
| Saint-Jean-Baptiste              | 23 de noviembre de 1981                                    | 82   | 7,4  | 7,3  | 1,9 | 0,2   | 24   | 263  | 18   | 14   | 3,9 | 292                   | 7,5 | Sí                                                                               |
| Saint-Martin                     |                                                            | 68   | 11   | 21   | 2   | 0,2   | 12   | 219  | 39   | 28   | < 1 | 300                   | 7,3 | Sí                                                                               |
| Saint-Médard                     | 15 de marzo de 2002                                        | 40   | 11   | 47   | 3   | < 0,1 | 36   | 177  | 8    | 70   | 1   | 320                   | 7,5 | Sí                                                                               |
| Sainte-Cécile                    | 6 de abril de 1987 31 de mayo de 2002 6 de febrero de 2007 | 39   | 25   | 19   | 1,5 | <0,1  | 23   | 290  | 5    | 5    | < 1 | 270                   | 7,7 | Sí                                                                               |
| Sainte-Sophie                    | 20 de noviembre de 2001                                    | 67   | 26   | 84   | 20  | 0,98  | 29   | 473  | 61   | 32   | < 2 | 564                   | 7,4 | No                                                                               |
| Valon                            | 2 de abril de 2009                                         | 6,4  | 1,2  | 3    | 0,5 | < 0,1 | 8,5  | 20   | 5    | 3    | 4   | < 30                  | 6,5 | Sí                                                                               |
| Vermont                          |                                                            | 64   | 10   | 89   | 3   | 0,13  | 22   | 245  | 17   | 140  | < 1 | 300                   | 7,3 | Sí                                                                               |

## Gamas y empacado

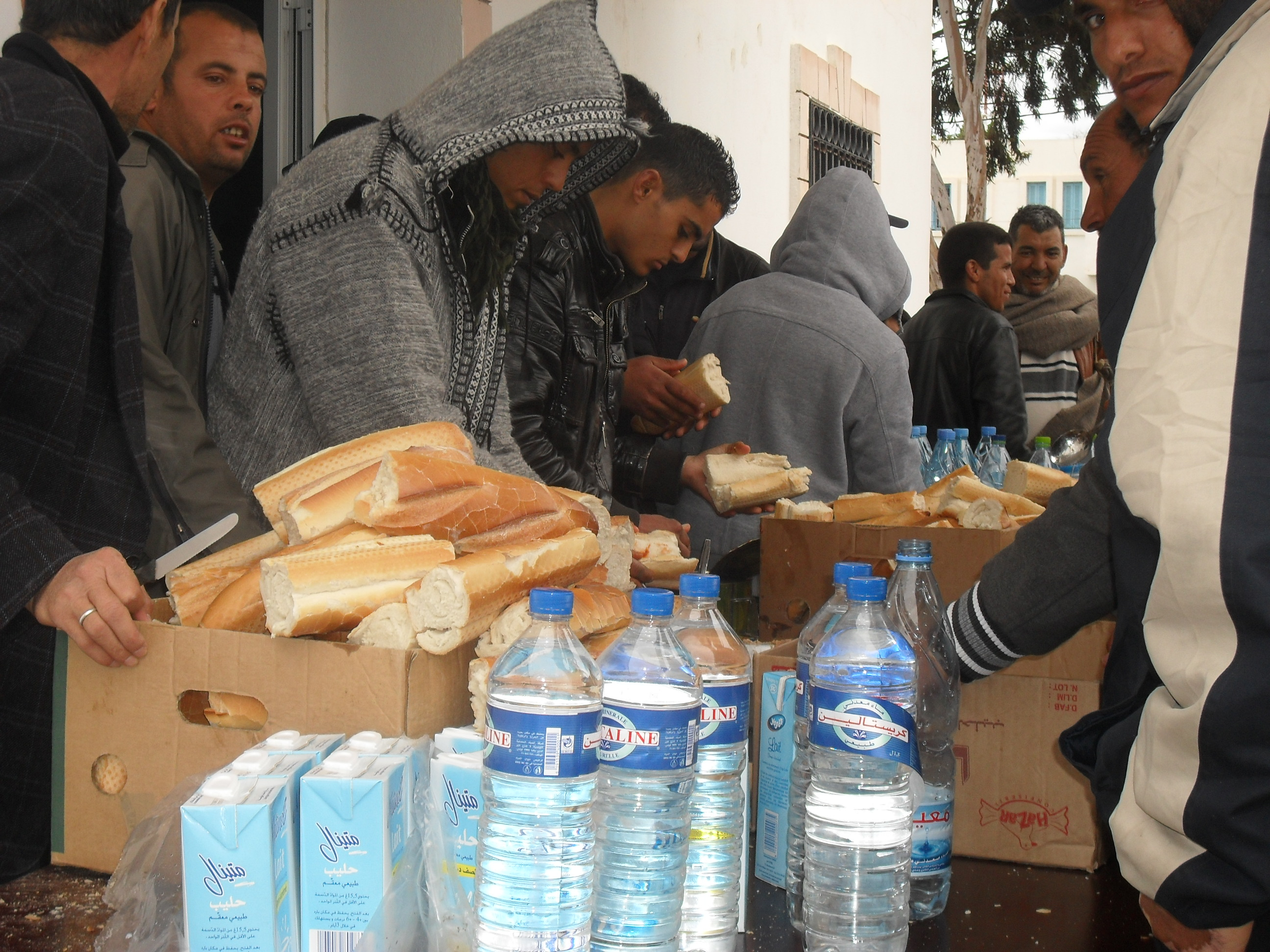
Panes y botellas de agua ofrecidos a los refugiados llegados de Libia en 2011 en el campo de refugiados de Choucha, dont des "Cristaline"

Cristaline se vende en empacado de plástico en forma de pack de grandes y pequeñas botellas, especialmente en la gran distribución.

## Gastos
Las anuncios televisados de Cristaline son bastante pocos y cortos al fin de reducir los cuestos. Como parte de ellas, una campaña de publicidad fue lanzada en 2004 por un cuesto de 1,2 millones de euros sobre un año. El spot duraba solo doce segundos durante los cuales Guy Roux dice: “Yo, para celebrar una victoria, ofrece siempre una buena botella… de Cristaline”.
En 2007, una campaña masiva de carteles en favor de la marca Cristaline provocó la reacción de la Ministra de Medio Ambiente, Nelly Olin, y provocó quejas de Eau de Paris y del SEDIF. Uno de los carteles mostraba una taza de baño tachada con una cruz con el lema « No bebo el agua que uso. ». Por esta denigración, la empresa Cristaline fue condenada a 100 000 Daños  el 16 avril 2015.